# White Lightning (Fun Spot America)
White Lightning (englisch für „weißer Blitz“) ist eine Holzachterbahn im Freizeitpark Fun Spot America in Orlando, Florida des Herstellers Great Coasters International, die am 8. Juni 2013 eröffnet wurde. Auf der 619 Meter langen und 21 Meter hohen Strecke werden die Züge auf eine Maximalgeschwindigkeit von 71 km/h beschleunigt. Die rund 3,5 Mio. US-Dollar teure Anlage ist die erste Holzachterbahn in Orlando.

## Geschichte
Am 31. Dezember 2010 verkündete Fun Spot America, dass der Park ein vier Hektar großes angrenzendes Grundstück gekauft habe, das die Fläche des Parks verdreifachen und Platz für einige neue Fahrgeschäfte bieten werde. Im April 2011 wurde eine Umfrage unter den Besuchern durchgeführt, um zu ermitteln, welchen Typ von Fahrgeschäft sie im Park vermissen. Es stellte sich heraus, dass sich die meisten Besucher ein neues Wasserfahrgeschäft oder eine neue Achterbahn wünschten. Im August veröffentlichte die Orlando Sentinel einen Bericht, dem zufolge Fun Spot America mindestens drei Achterbahnhersteller konsultiert habe. Im November 2011 wurde bestätigt, dass der Park neben einer neuen Stahlachterbahn noch eine neue Holzachterbahn erhalten werde. Später wurde bekannt, dass die Holzachterbahn  familienfreundlich ausfallen solle und von Great Coasters International gefertigt werde.
Im Mai 2013 teilte Fun Spot Robb Alvey von der Website Theme Park Review mit, dass die neue Holzachterbahn mit dem Namen „White Lightning“ im Jahr 2013 auf dem neuen Gelände im Zuge des neuen Marketing-Konzepts eröffnet werde. Durch zusätzliche Gelder könne die Attraktion intensiver ausfallen als zuvor geplant.
Nach einer Bauzeit von rund einem Jahr wurde am 20. Mai 2013 ein Soft Opening durchgeführt, um die Arbeitsabläufe unter Realbedingungen zu erproben. Am 8. Juni 2013 wurde White Lightning schließlich als erste Holzachterbahn in Orlando offiziell eröffnet.

## Fahrt
Nachdem der Zug vom Parkpersonal freigegeben wurde, fährt er eine kleine Abfahrt hinunter und gelangt auf den Kettenlifthill, der ihn auf eine Ausgangshöhe von 21,2 Metern transportiert. Oben angekommen, fährt der Zug den 20,5 Meter hohen und um 58 Grad geneigten First Drop in einer Linkskurve hinunter. Der Zug überfährt mit verhältnismäßig hoher Geschwindigkeit einen kleinen Airtime-Hügel gefolgt einem weiteren, höheren Hügel mit je einem Sattelpunkt auf der Auf- und Abfahrt. Es schließt sich eine 180°-Wende mit einer Querneigung von 90 Grad an. Über mehrere kleine Hügel fährt der Zug weitestgehend parallel zur vorherigen Strecke, die er dabei einmal kreuzt, zurück, bevor er von Friktionsbremsen verzögert wird und wieder in die Station einfährt.

## Technik

### Schiene und Stützen
Die 619 Meter lange Schiene von White Lightning erreicht an ihrem höchsten Punkt, dem Scheitel des Lifthills, eine Höhe von 21 Metern. Die Holzschiene wird, erstmals bei einer Achterbahn von Great Coasters International, von einer Stahlkonstruktion getragen. Dabei bestehen lediglich die letzten rund 90 Zentimeter unter der Schiene und die Schiene selbst aus Holz. Diese Entscheidung wurde getroffen, um das Fahrgefühl einer Holzachterbahn aufrechtzuerhalten. Die Metallstützen waren von Fun Spot gewünscht, da diese weniger Pflege bedürfen und zudem auffällig lackiert werden können.

### Züge
Auf White Lightning kommen zwei Züge vom Typ „Millennium Flyer“ zum Einsatz. Jeder Zug besteht aus sechs Wagen, die je Platz für zwei Fahrgäste bieten, sodass ein Zug zwölf Besucher fasst. Die Züge sind damit deutlich kürzer als auf anderen Anlagen von Great Coasters International. Die von Schoßbügeln in den Sitzen gehaltenen Fahrgäste müssen mindestens 1,20 Meter groß sein, um mitfahren zu dürfen.

## Rezeption
White Lightning wurde überwiegend positiv aufgenommen. Dewayne Bevil von der Orlando Sentinel meinte, die Bahn habe „mehrere ‚Wow, das macht Spaß‘-Momente“. Im Vergleich zu anderen Holzachterbahnen beschrieb er die Anlage als „weich segelnd“ und lobte die Bahn für ihre vielen Richtungswechsel und Airtime-Hügel. Robb Alvey von der Website Theme Park Review beschrieb die Bahn als „schnell und spaßig“ und mahnte, White Lightning aufgrund ihrer geringen Größe nicht unterzubewerten. David Martin vom Lokalsender WOFL meinte, er liebe die Bahn und die Anlage sei „ein Volltreffer“. Der Eigentümer von Fun Spot, John Arie, lobte Great Coasters International für die Bahn, die seine Erwartungen übertroffen habe, und vergab elf Punkte auf einer Skala von zehn Punkten.